# Harens år (film)
Harens år (finska: Jäniksen vuosi) är en finländsk dramafilm från 1977 i regi av Risto Jarva och med Antti Litja i huvudrollen. Den handlar om en man som säger upp sig från sitt kontorsarbete i Helsingfors för att istället leva i vildmarken med en hare. Filmen bygger på romanen Harens år av Arto Paasilinna.
Det var Jarvas sista film; på väg hem från en förhandsvisning var han med om en bilolycka och avled. Filmen fick Jussistatyetten för Bästa regi och Bästa manus. Den gick upp på bio i Sverige 27 augusti 1978.

## Medverkande
- Antti Litja som Kaarlo Vatanen
- Kauko Helovirta som vakthavande
- Markku Huhtamo som taxichaufför
- Paavo Hukkinen som taxichaufför
- Juha Kandolin som fotografen
- Kosti Klemelä som viltvårdaren
- Anna-Maija Kokkinen som domarassistent L. Heikkinen
- Martti Kuningas som Hannikainen
- Ahti Kuoppala som Kaartinen
- Hannele Lanu som kioskföreståndaren
- Hannu Lauri som reklamchef Huhtinen
- Heikki Nousiainen som Toropainen
- Esa Pakarinen Jr. som en polis
- Martti Pennanen som en jägare
- Eija Pokkinen som utländsk journalist
- Rita Polster som Vatanens hustru
- Elis Sella som domaren
- Jukka Sipilä som hembrännaren
- Arto Tuominen som en jägare
- Matti Turunen som länsmannen
- Aapo Vilhunen som en polis
- Antti Peippo som sjökaptenen

## Mottagande
Greta Brotherus skrev i Hufvudstadsbladet: "Den så tragiskt bortgångna Risto Jarva har lämnat efter sig en film som höjer sig skyhögt över det mesta som har producerats här i landet och också i Jarvas egen produktion framstår som det slutliga mästerverket. Författaren Arto Paasilinnas satir har av Jarva på ett mycket lyckligt sätt överflyttats i bild. ... Reklammannen Vatanen kommer under sin flykt undan samhället och dess onaturliga krav att skönt förkroppsliga en frihetsdröm som är svår att förverkliga och när slutbilderna till sist får sagans form antar sagan poetiska dimensioner."